# 万松街道
万松街道是中华人民共和国湖北省武汉市江汉区下辖的一个街道办事处。

## 行政区划
万松街道下辖以下村级行政区划单位：
武展社区、地质社区、电业社区、电力社区、航空社区、青年社区、白松社区、青松社区、公园社区、航侧社区、妙墩社区、凌云社区、机场社区和王家墩社区。